# Bojana (Vorname)
Bojana  ist ein weiblicher südslawischer Vorname. Er findet sich hauptsächlich in Serbien (serbisch-kyrillisch Бојана) und Bulgarien (bulgarisch Бояна), die männliche Form ist Bojan.

## Namensträgerinnen
- Bojana Bjeljac, kroatische Leichtathletin
- Bojana Bobusic, eine australische Tennisspielerin
- Bojana Golenac, eine deutsche Schauspielerin slowenischer Herkunft.
- Bojana Jovanovski, eine serbische Tennisspielerin.
- Bojana Novaković, eine serbisch-australische Schauspielerin.
- Bojana Popović, eine ehemalige montenegrinische Handballnationalspielerin.
- Bojana Radulovics, eine ehemalige ungarische Handballspielerin.